# نادية مراد
نادية مراد باسي طه (1993) هي ناشطة إيزيدية عراقية من قرية كوجو في قضاء سنجار، اُخْتِيرَت في العام 2016 سفيرة الأمم المتحدة للنوايا الحسنة. حصلت على جائزة نوبل للسلام في 5 أكتوبر، 2018.
كانت نادية إحدى ضحايا تنظيم داعش الذي أَخَذهَا لتكون سبية عندهُ بعد أن تمكنَ من احتلال منطقتها وقتل أهلها في القرية من بينهم أمها وستة من أخوانها، لكنها بعد فترة استطاعت الهرب من قبضة داعش لوجهة آمنة قبل ترحيلها إلى ألمانيا لتتلقى العلاج من الأذى الجسدي والنفسي الذي تعرضت له من قبل داعش بما في ذلك الاغتصاب الجنسي والعنف وكافة أنواع التنكيل. ظهرت لاحقاً في عدة مقابلات تلفزيونية ولقاءات دبلوماسية منها لقائها المهم معَ مجلس الأمن الدولي،  ثم زيارتها أيضاً للرئيس المصري عبد الفتاح السيسي، ومن ثم شيخ الأزهر أحمد الطيب في شهر ديسمبر 2015، كما ظهرت في عدة قنوات إعلامية في مصر منها قناة القاهرة مع عمرو أديب وقناة البغدادية مع أنور الحمداني في برنامج استوديو التاسعة وروت قصة خطفها من قبل التنظيم هناك، بعد ذلك التقت أيضاً برئيس اليونان بروكوبيس بافلوبولوس برفقة عون حسين الخشلوك مدير قناة البغدادية. زارت إسرائيل عام 2017 حيث طالبت الكنيست بالاعتراف بالإبادة التي حصلت للأيزيديين في العراق، مما أدى إلى انتقادات.[وفقًا لِمَن؟]
وقد زارت نادية مراد كذلك كل من هولندا والسويد وفرنسا والمملكة المتحدة وإيطاليا، للمطالبة بتحرير المختطفات الإيزيديات لدى تنظيم الدولة الأسلامية ولحماية حقوق المرأة والطفل في جميع أنحاء العالم.

## الولادة والنشأة
ولدت عام 1993 في قرية كوجو في سنجار، لعائلة من الفلاحين الإيزيديين.

## أسرها
دخلت قوات داعش عندما كانت طالبة في عمر التاسعة عشر لقريتها كوجو في سنجار، شمال العراق واحتلتها، وجمع مقاتلو داعش الأقلية الإيزيدية في القرية وقتلوا 600 شخص إيزيدي، من ضمنهم ستة من إخوان نادية وإخوان غير أشقاء، وأمها، وأخذوا النساء الشابات كجواري. كانت نادية في تلك السنة ضمن أكثر من 6,700 امرأة إيزيدية أُخِذْنَ كسجينات في قبضة داعش في العراق. قالت نادية أنها كانت جارية في مدينة الموصل حيث ضربت وحرقت بواسطة السجائر وأغتصبت عندما حاولت الهرب إذ كانت قادرة على الهرب من أسرها فلم يكن البيت مقفلاً، لتستمر ستة أشهر في قبضة داعش.
استطاعت نادية الهرب بمساعدة عائلة مسلمة كانت تقيم عندها، فهذه العائلة كانت قادرة على تهريبها بشكل غير قانوني من الأراضي التي كانت تحت سيطرة داعش ، وحصلت من خلالهم على هوية مكنتها من دخول مخيم للاجئين في دهوك، شمال العراق. ثم اتصلت بمنظمة تساعد الإيزيديين أتاحت لها الالتحاق بشقيقها في ألمانيا.

## السيرة

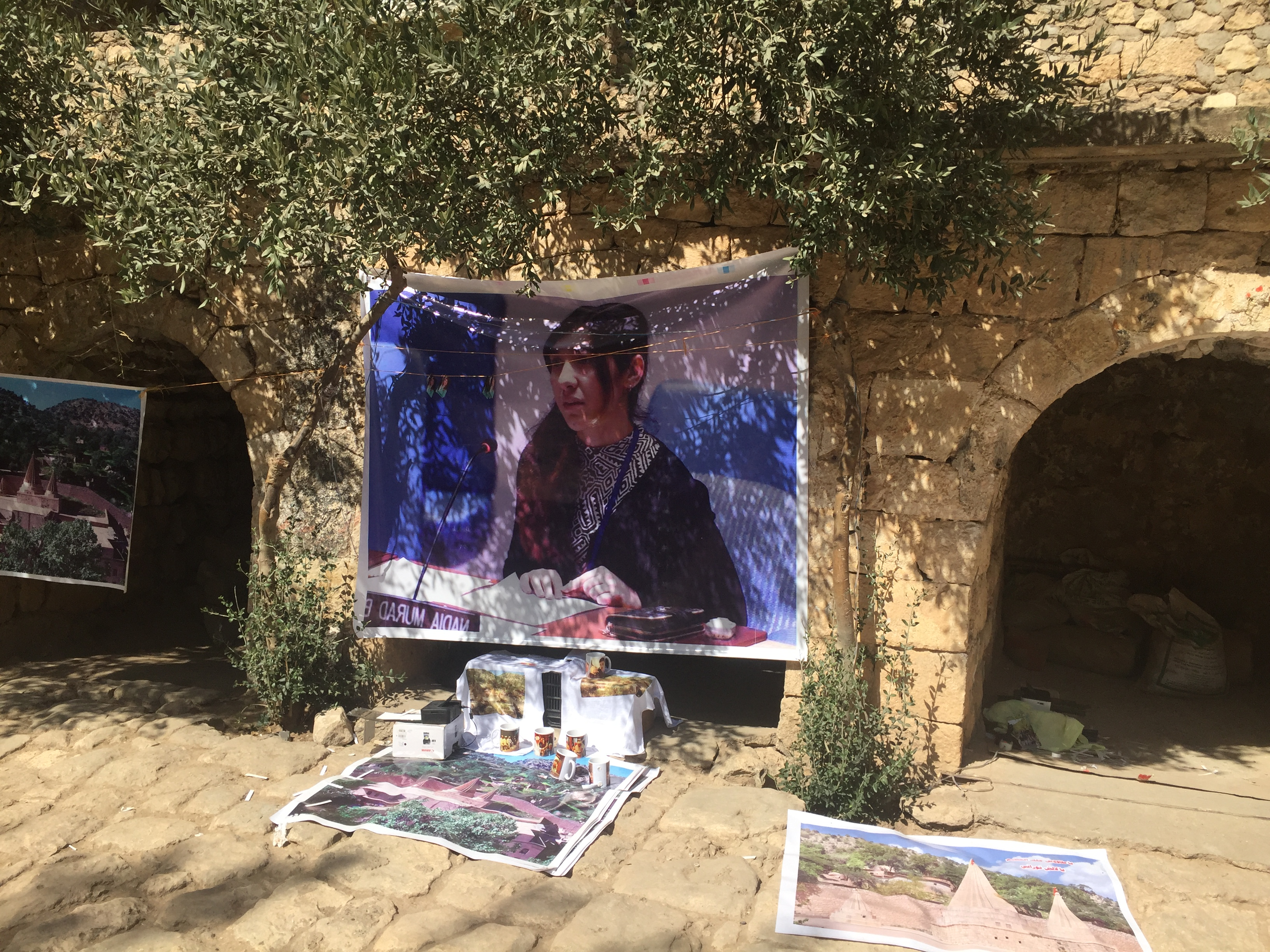
ملصق لناديا مراد بخصوص مشاركتها بمجلس الأمن عن الإبادة للإيزديين، ملصقة على معبد لالش، في شمال العراق.

في 16 ديسمبر، 2015، تكلمت ناديا مراد في مجلس الأمن عن مسألة الإتجار بالبشر في النزاعات والحروب، وقد تحدثت عن أَسرها واغتصابها وقالت أنها قد استُعبِدَت وبِيعَت وتَأجَّرت لعشرات المرات في الموصل وتلعفر والحمدانية لمدة ثلاثة أشهر، وفُصِلتْ عن أمها وأخواتها، ولم تر أمها حتى هذه اللحظة، وأنها كانت مرغمة على ارتداء ملابس غير محتشمة ووضع مساحيق تجميل، وأن مشاهد إجهاض النساء واغتصاب القاصرات وفصل الأطفال الرضع عن أمهاتهم، لم تُمحَ من مخيلتها، وكيف أنها جردها سجانها من ملابسها قبل أن يقدمها إلى مجموعة من عناصر داعش الذين تناوبوا على اغتصابتها حتى فقدت الوعي. وطالبت بالقضاء على داعش نهائياً ومساعدة الإيزيدية، ومحاسبة الإرهابيين، وقالت أنها تقيم في ألمانيا وتتلقى علاجاً نفسياً وجسدياً.
أعلنت المحامية أمل علم الدين، في سبتمبر 2016، أنها ستُمَثِّل نادية مراد كموكلة في قضيتها القانونية ضد قادة داعش، حيث أنها أرادت أن تحاكم قادة داعش وتفضحهم، وقالت أن القصف وحدهُ لا يكفي ويجب على العالم أن يعرف جرائمهم.
وفي سبتمبر عام 2016، عينها مكتب الأمم المتحدة المعني بالمخدرات والجريمة، رسمياً كسفيرة للنوايا الحسنة من أجل كرامة الناجين من الاتِّجار بالبشر، وقالت المنظمة أن هذا التعيين الرسمي، التي جرت وقائعه في المركز الرئيسي للمنظمة في نيويورك، يمنح للمرة الأولى لأحد الناجين من الفظائع.
ألفت كتاباً اسمتْهُ «الفتاة الأخيرة: قصتي في الأسر ومعركتي ضد تنظيم داعش» تحكي من خلاله اختطافها من قبل داعش بالإضافة للمئات من النساء والأطفال والرجال حيث قُتِلَ الكثير منهم بينما احتُجِزَتِ النساء والشابات لبيعهنَّ كجواري بأثمان بخسة. وساهمت المحامية أمل كلوني بكتابة مقدمة الكتاب.

## الجوائز
- في يناير 2016، رُشحت من قبل الحكومة العراقية لجائزة نوبل للسلام.[36]
- في سبتمبر 2016، عينتها الأمم المتحدة سفيرة للنوايا الحسنة لمكافحة المخدرات والجريمة[37][38][39]
- في عام 2016، حصلت على جائزة فاتسلاف هافيل للمعارضة الخلاقة من مجلس أوروبا.[40][41]
- في عام 2016، حازت على جائزة سخاروف لحرية الفكر مناصفة مع مواطنتها لمياء حجي بشار.[39][42]
- في 5 أكتوبر 2018، أُعلِن عن فوزها بجائزة نوبل للسلام بالمشاركة مع الطبيب الكونغولي دينيس موكويغي.[43]

## الحياة الشخصية
تزوجت نادية مراد في شهر أغسطس عام 2018 من العراقي عابد شمدين في ألمانيا.

## كتب
- Nadia Murad: The Last Girl: My Story of Captivity, and My Fight Against the Islamic State (Virago eBook, 07.11.2017), (ردمك 978-0-349-00974-2) بالإنجليزية
- Nadia Murad: Ich bin eure Stimme: Das Mädchen, das dem Islamischen Staat entkam und gegen Gewalt und Versklavung kämpft (Knaur eBook, 31.10.2017), (ردمك 978-3-426-21429-9) (ب[undefined] خطأ: {{اللغة-؟؟}}: لا نص (مساعدة))

## وصلات خارجية
- الموقع الرسمي على تويتر
- الموقع الرسمي لناديا على الإنترنت